# Can Viladevall del carrer Sant Josep, 20
Can Viladevall del carrer Sant Josep, 20 és una obra neoclàssica de Mataró (Maresme) protegida com a Bé Cultural d'Interès Local.

## Descripció
Casal de planta baixa i dues plantes pis. La composició de la façana presenta un eix de simetria central on se situa la porta d'accés en planta baixa amb dues finestres a cada costat i els balcons del primer i segons pis. L'edifici és d'estil neoclàssic amb quatre pilastres d'ordre dòric. A la base dels capitells s'observen els astràgals. Per sobre els capitells se situa una cornisa amb dentellons i un acroteri amb balustres. Els balustres, capitells i mènsules dels balcons són de terracotta.
Aquesta casa i la casa núm. 24-26 formen un conjunt (Can Viladevall).